# Сен-Мартен-де-Керьер
Сен-Марте́н-де-Керье́р (фр. Saint-Martin-de-Queyrières, окс. Sant Martin de Cairiera) — коммуна во Франции, находится в регионе Прованс — Альпы — Лазурный Берег. Департамент коммуны — Верхние Альпы. Входит в состав кантона Л’Аржантьер-ла-Бессе. Округ коммуны — Бриансон.
Код INSEE коммуны — 05151.

## Население
Население коммуны на 2008 год составляло 1102 человека.
| 1962 | 1968 | 1975 | 1982 | 1990 | 1999 | 2008 |
| ---- | ---- | ---- | ---- | ---- | ---- | ---- |
| 516  | 485  | 449  | 524  | 707  | 936  | 1102 |

## Экономика
В 2007 году среди 728 человек в трудоспособном возрасте (15—64 лет) 559 были экономически активными, 169 — неактивными (показатель активности — 76,8 %, в 1999 году было 76,2 %). Из 559 активных работали 535 человек (286 мужчин и 249 женщин), безработных было 24 (14 мужчин и 10 женщин). Среди 169 неактивных 60 человек были учениками или студентами, 58 — пенсионерами, 51 были неактивными по другим причинам.

## Достопримечательности
- Часовня Сен-Жак (1502 год)
- Церковь Сен-Мартен-де-Кейриер
- Часовня Сент-Ипполит-дю-Бушье
- Мост через реку Дюранс (1827 год)